# Calidad de vida
Calidad de vida es un concepto que hace alusión a varios niveles de generalización pasando por sociedad, comunidad, hasta el aspecto físico y mental; por lo tanto, el significado de calidad de vida es complejo, ya que cuenta con definiciones que van desde la psicología y sociología a las ciencias políticas, medicina, estudios del desarrollo, etc. Las condiciones de vida de las personas y de las sociedades en su conjunto varían con el tiempo, ya que por ejemplo las políticas sociales, dentro de un estado benefactor, pueden mejorar las condiciones de vida de la población: planes de empleo, seguros de desempleo, comedores comunitarios, plan de viviendas, etc.
Hay muchos tipos de condiciones de vida:
- Condiciones económicas
- Condiciones sociales
- Condiciones políticas
- Condiciones de salud
- Condiciones naturales

La calidad de vida se evalúa analizando cinco áreas diferentes: bienestar físico (con conceptos como la salud, seguridad física), bienestar material (haciendo alusión a ingresos, pertenencias, vivienda, transporte, etc.), bienestar social (relaciones personales, amistades, familia, comunidad), desarrollo (productividad, contribución, educación) y bienestar emocional (autoestima, mentalidad, inteligencia emocional, religión, espiritualidad).
Un indicador comúnmente usado para medir la calidad de vida es el Índice de Desarrollo Humano (IDH), establecido por las Naciones Unidas para medir el grado de desarrollo de los países a través del Programa de las Naciones Unidas para el Desarrollo (PNUD), cuyo cálculo se realiza a partir de las siguientes variables:
1. Esperanza de vida.
2. Educación, (en todos los niveles).
3. PIB per cápita.

Los países con el IDH más alto son Noruega, Nueva Zelanda, Australia, Suecia, Canadá y Japón.
La producción industrial y el crecimiento económico eran, en el pasado, los únicos elementos considerados en el nivel de desarrollo de un país. Aunque esta perspectiva dejaba de lado otros aspectos no tan directamente materiales, que el IDH sí considera. Si bien el IDH, se considera más adecuado para medir el desarrollo, este indicador no incorpora algunos aspectos considerados importantes para la medición del desarrollo, como el acceso a la vivienda, a una buena alimentación, a la cultura y las artes; entre otros.
Además, cabe observar el nivel de satisfacción de la población con las condiciones laborales. La facilidad de transporte, los beneficios, el reconocimiento, las horas de descanso y ocio, la cercanía con la familia y otros elementos ayudan a reducir el estrés y ayudan al bienestar de todos.

## Salud
La Organización Mundial de la Salud en su grupo estudio de Calidad de Vida la ha definido como "la percepción de un individuo de su situación de vida, puesto que en su contexto de su cultura y sistemas de valores, en relación con sus objetivos, expectativas, estándares y preocupaciones". Es un concepto amplio que se ha operacionalizado en áreas o dominios: la  salud física, el estado psicológico, el nivel de independencia, las relaciones sociales, las creencias personales y su relación con las características más destacadas del medio ambiente.
Es en este sentido, que la operacionalización del concepto Calidad de Vida ha llevado a tal formulación y construcción de instrumentos o encuestas que valoran la satisfacción de personas,  desde una mirada general. Sin embargo, las particularidades de los diferentes procesos patológicos y la presión por objetivar su impacto específico, ha motivado la creación de instrumentos específicos relacionados con cada enfermedad y su impacto particular sobre la vida de las personas. De este modo, podemos distinguir instrumentos generales de calidad de vida y otros relacionados con aspectos específicos de los diferentes cuadros patológicos (instrumentos calidad de vida relacionados con la enfermedad) los factores básicos son la familia, educación, trabajo, infraestructura, y salud de cada persona.

## Medida de la calidad de vida
- Medidas de Incapacidad Funcional y Menoscabo:
  - Índice de Katz
  - Medida de Independencia Funcional
  - Escala Plutchik de Valoración Geriátrica
  - Índice de actividad de Duke
  - Entrevista sobre el deterioro de las actividades cotidianas en pacientes con demencia.
- Medidas Físicas y Mentales
  - C.A.T. Health, Sistema para Evaluar la Calidad de Vida Relacionada con la Salud: Una vez cumplimentado el C.A.T. por un sujeto o paciente, el sistema puede proporcionar diferentes tipos de información:
    - Evaluación del estado de salud percibido, que se presentará a través de un informe que interpreta el resultado en relación con la población general.
    - Si existe una evaluación previa del mismo sujeto se presentará además una evaluación de la relevancia clínica del cambio.

  - Cuestionario de Calidad de Vida Relacionada con la Salud SF-40.
- Medidas de Bienestar Psicológico y Salud Mental:
  - Cuestionario de Salud General.
  - Índice de Bienestar Psicológico.
  - Hospital Anxiety and Depression Scale.
  - Cuestionario de Incapacidad de Sheehan.
  - Inventario de Experiencias de Duelo.
  - Inventario Texas Revisado de Duelo.
  - Cuestionario de Salud del Paciente.
  - Escala de Calidad de Vida para Depresión.
  - Cuestionario Sevilla de Calidad de Vida.
- Medidas de Salud Social:
  - Cuestionario de Apoyo Social Funcional Duke-UNK.
  - Índice de Ajuste Psicosocial
  - Cuestionario de Función Familiar Apgar-Familiar.
  - Entrevista Manheim de Apoyo Social.
- Medidas de dolor:
  - Cuestionario del dolor.
  - Escala de Incapacidad por Dolor Lumbar de Oswestry.
  - Escala de Dolor-Función de la Cadera.
  - Cuestionario de Dolor Cervical.
- Medidas genéricas de la Calidad de Vida Relacionada con la Salud

Perfil de las Consecuencias de la Enfermedad:
- Perfil de Salud de Nottingham.
- Cuestionario de Evaluación Funcional Multidimensional OARS.
  - Cuestionario de Calidad de Vida para Ancianos.
  - Cuestionario de Calidad de Vida.
  - El Perfil de Calidad de Vida en Enfermos Crónicos.
  - EuroQoL-5D.
  - Láminas COOP-WONCA.
  - Cuestionario de Salud SF-36.
  - Índice de Calidad de Vida de Spitzer
  - Cuestionario de Calidad de Vida Infantil AUQUEI.
  - WHOQOL-100 y WHOQOL-BREF.
- Medidas de calidad de vida relacionada con el cáncer:
  - Escala de Karnofsky.
  - Escala ECOG.
  - Cuestionario de Calidad de Vida de la EORTC QLQ-C30.
  - Cuestionario de Calidad de Vida para Cáncer de Pulmón de la EORTC QLQ-LC 15.
  - Cuestionario de Calidad de Vida para Tumores de Cabeza y Cuello de la EORTC.
  - Cuestionario Rotterdam Symptom Checklist.
  - Escala de Calidad de Vida para Niños Oncológicos.
  - Escala de Calidad de Vida POQOLS para Niños con Cáncer.
- Cuestionarios sobre enfermedades cardiovasculares:
  - Cuestionario Español de Calidad de Vida en Pacientes Postinfarto.
  - Cuestionario de Calidad de Vida en Hipertensión Arterial (CHAL).
  - Cuestionario de Calidad de Vida en Hipertensión Arterial (MINICHAL).
  - Cuestionario de Calidad de Vida para la Insuficiencia Venosa Crónica.
- Cuestionarios sobre enfermedades dermatológicas:
  - Índice de Calidad de Vida en Dermatología.
  - Cuestionario Dermatológico de Calidad de Vida Skindex-29.
- Cuestionario sobre aparato digestivo:
  - Cuestionario de la Enfermedad Inflamatoria Intestinal.
  - Cuestionario de Calidad de Vida para los Familiares que Viven con Pacientes con Enfermedad Inflamatoria Intestinal.
  - Cuestionario de Severidad en Dispepsia.
  - Cuestionario sobre Calidad de Vida Asociado a Dispepsia.
- Cuestionarios sobre enfermedades del sistema endocrino
  - Cuestionario de Calidad de Vida en la Diabetes.
  - Cuestionario de Salud para el Déficit de Hormona del Crecimiento.
  - Cuestionario de Calidad de Vida en Pacientes con Acromegalia.
- Cuestionarios sobre VIH:
  - Cuestionario MOS-HIV.
  - Cuestionario MQOL-HIV.
  - Cuestionario de Evaluación de la Calidad de Vida Relacionada con la Salud en VIH/sida.
- Cuestionarios sobre medicina intensiva:
  - Cuestionario de Calidad de Vida-Dependencia Funcional en Medicina Intensiva.
  - Cuestionario de calidad de vida para pacientes quemados.
- Cuestionarios sobre enfermedades neurológicas:
  - Cuestionario de calidad de vida para la enfermedad de Parkinson.
  - Escala de la Marcha para Enfermedad de Parkinson.
  - Escala Intermedia de Valoración para la Enfermedad de Parkinson.
  - Escala de Calidad de Vida FEGEA para el Adulto con Epilepsia.
  - Escala de Calidad de Vida del Niño con Epilepsia.
  - Cuestionario de Calidad de Vida en Pacientes con Epilepsia.
  - Calidad de Vida en Esclerosis Múltiple.
  - Escala de Calidad de Vida para el Ictus (ECVI-38).
- Cuestionarios sobre aparato osteoarticular:
  - Cuestionario QUALEFFO para Mujeres con Fractura Vertebral debida a Osteoporosis.
  - Cuestionario de Calidad de Vida para Osteoporosis.
  - Cuestionario WOMAC.
  - Cuestionario de Evaluación Funcional para Enfermos Reumáticos.
  - Perfil CAVIDRA Archivado el 8 de enero de 2009 en Wayback Machine..
  - Cuestionario de Calidad de Vida en Pacientes con Osteoporosis.
- Cuestionarios sobre aparato respiratorio:
  - Cuestionario Respiratorio Saint George.
  - Cuestionario de la Enfermedad Respiratoria Crónica.
  - Cuestionario de Calidad de Vida en el Asma.
  - Inventario Revisado de Conductas Problemáticas Asociadas al Asma.
  - Listado de Síntomas del Asma.
  - Cuestionario de Calidad de Vida en Pacientes Adultos con Asma.
  - Cuestionario de Calidad de Vida para Niños con Asma.
- Cuestionarios en Nefrología:
  - Cuestionario Calidad de Vida en Enfermedad Renal (KDQOL-SF36)
- Cuestionarios en urología:
  - Cuestionario de la Enfermedad Renal.
  - Cuestionario IPSS.
  - Cuestionario para la Evaluación de la Calidad de Vida en Pacientes con Incontinencia Urinaria.
  - Otros cuestionarios:
- Cuestionario de Calidad de Vida de los Cuidadores Informales.
- Escala de Sobrecarga del Cuidador.
- Cuestionario de Calidad de Vida en Mujeres Posmenopáusicas.
- Escala de Síntomas del envejecimiento Masculino.
- Cuestionario del Impacto Funcional del Sueño.
- Escala de Somnolencia Epworth.
- Calidad de vida como Satisfacción vital : Comunicación. Escala de comunicación de Holden, Observación, Conocimiento de la realidad y Comunicación. Doce ítems y cinco niveles.
- Vida diaria, vida cotidiana. Test del informador de Jorm y Korten.
- Actividades : Índices de Katz, Barthel y Lawton e Inventario de recursos sociales
- Calidad de vida medida por la vivienda y accesibilidad urbana. Metodología E. Maycotte
  - Dimensión bienestar
  - Dimensión clima y medioambiente
  - Dimensión psicosocial
  - Dimensión sociopolítica
  - Producto interno bruto